# أندي كان
أندي كان (بالإنجليزية: Andy Kane)‏ (7 ديسمبر 1976 في المملكة المتحدة - ) هو لاعب كرة قدم بريطاني في مركز الهجوم. لعب مع نادي كلايد ونادي سترنرير ‏ ونادي باراماتا ‏ وRutherglen Glencairn F.C. ‏.

## وصلات خارجية
- أندي كان على موقع Soccerbase.com (لاعب) (الإنجليزية)